# Västprovinsen, Kenya

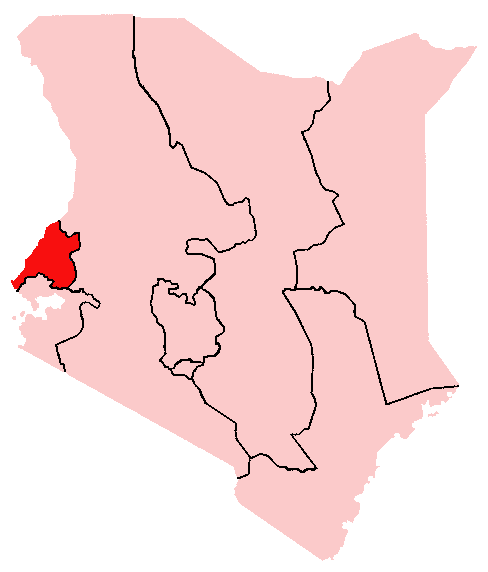
Karta över Västprovinsens placering i Kenya.

Västprovinsen (engelska Western Province, swahili Mkoa wa Magharibi) är en av Kenyas åtta provinser. Befolkningen beräknades till 4 348 746 invånare år 2008, och ytan uppgår till 8 361 kvadratkilometer. Den administrativa huvudorten är Kakamega. Andra städer är bland annat Buchinga.
Nationalpark i provinsen är Mount Elgon nationalpark.